# Trận Nhai Đình
Trận Nhai Đình (chữ Hán: 街亭之戰, Nhai Đình chi chiến) là một trận chiến giữa hai nước Tào Ngụy và Thục Hán diễn ra vào năm 228. Đây là một phần trong Chiến tranh Thục-Ngụy (228-234), kết thúc với thắng lợi của quân Tào Ngụy dưới sự chỉ huy Ngụy đế Tào Duệ, dẫn đến sự phá sản của Chiến dịch Bắc phạt lần thứ nhất của Thừa tướng Thục Hán Gia Cát Lượng. Thất bại tại Nhai Đình được quy kết do sự chủ quan của chủ tướng Thục Hán là Mã Tốc, người được cho là chỉ giỏi cầm quân trên giấy, cũng như trách nhiệm liên đới của tổng chi huy quân Thục Hán là Gia Cát Lượng trong việc sử dụng sai người.

## Bối cảnh
Năm 228, sau nhiều năm chuẩn bị, Thừa tướng Thục Hán Gia Cát Lượng đích thân chỉ huy quân đội Thục Hán tấn công vào lãnh thổ nước Tào Ngụy với mục tiêu chiến lược là đánh chiếm khu vực Lũng Hữu nhằm thiết lập bàn đạp chiếm cứ đồng bằng Quan Trung. Trước đó, nhằm phân tán sự chú ý của quân Ngụy, Gia Cát Lượng đã ngầm liên kết và xúi giục Thái thú Tân Thành Mạnh Đạt phản Ngụy để gây rối và phân tán sự chú ý của Tào Ngụy ở phía Đông. Tuy nhiên, sự việc đã bị một trọng thần Tào Ngụy là Tư Mã Ý phát hiện và nhanh chóng ra tay tiêu diệt Mạnh Đạt vào tháng 1 (âl) năm 228, khi phía Thục Hán còn chưa kịp khởi sự. Kế hoạch 2 mũi tấn công của Gia Cát Lượng bị phá sản ngay khi còn chưa kịp bắt đầu. 
Mặc dù vậy, Gia Cát Lượng vẫn kiên quyết tiến hành chiến dịch. Ông loan tin rằng đại quân của Thục sắp sửa theo đường hẻm Tà Cốc đánh vào My Thành, đồng thời cử Triệu Vân, Đặng Chi đem một bộ phận binh lực đi chiếm Cơ Cốc và làm ra vẻ như muốn đi theo đường Tà Cốc để tiến lên phía Bắc, nhằm thu hút sự chú ý của quân Tào, Trên thực tế, đại quân Thục do Gia Cát Lượng đích thân chỉ huy lại tiến theo hướng Kỳ Sơn về hướng Tây Bắc, với mục tiêu đánh chiếm Lũng Hữu, từ đó làm bàn đạp đánh chiếm Quan Trung, đánh chắc, thắng chắc. 
Nhờ lợi thế bất ngờ, quân Thục đã có những thắng lợi ban đầu, nhanh chóng phá được nhiều điểm kháng cự của quân Tào Ngụy, dụ hàng 3 quận thuộc Lũng Hữu là Thiên Thủy, Nam An, An Định, gây xôn xao cả miền Quan Trung. Triều đình Tào Ngụy hoàn toàn không thể ngờ rằng Thục Hán nhỏ bé lại có thể dám đánh Ngụy nên ở phía Lũng Hữu không chú trọng bố trí quân đội phòng ngự. Tuy vậy, sau khi dẹp yên được mối nguy Mạnh Đạt, phía Ngụy đã nhanh chóng phản ứng. Ngụy Minh đế Tào Duệ lập tức thân chinh ra Trường An đốc chiến, sai tướng Tào Chân đem quân chi viện cho My Thành, nhằm ngăn chặn cánh quân nghi binh của Thục Hán do Triệu Vân, Đặng Chi chỉ huy; ngoài ra, sai Trương Cáp dẫn 50.000 kỵ binh và bộ binh tiến nhanh đến Nhai Đình, vòng đường sau đánh tập hậu vào quân Thục, hòng chiếm lại Lũng Hữu. 
Lúc này, đà tiến của quân Thục đã bị chững lại. Đại quân Thục bị mắc kẹt tại cứ điểm Kỳ Sơn do tướng Ngụy là Cao Cương (高刚) trấn thủ, chưa thể công hạ được, trong khi quân Ngụy từ phía Đông đang ùn ùn kéo đến. Trong thế trận của Gia Cát Lượng, yếu địa Nhai Đình giữ vị trí cực kỳ quan trọng khi nối liền địa bàn 3 quận với Đông bộ Quan Trung. Nếu chốt chặn được quân Ngụy tại đây, quân Thục sẽ tranh thủ được thời gian để tập trung tiêu diệt được cứ điểm Kỳ Sơn, sau đó sẽ dồn quân về giao chiến với quân Ngụy. Nhiều thuộc hạ đã đề nghị cho các võ tướng dầy dạn kinh nghiệm là Ngụy Diên hoặc Ngô Ý trấn giữ yếu địa này, nhưng Gia Cát Lượng đã bỏ qua. Thay vào đó, ông lại sử dụng một thuộc hạ tin cẩn nhưng chưa từng có kinh nghiệm tác chiến thực tế là Mã Tốc giữ vai trò quan trọng này.

## Diễn biến

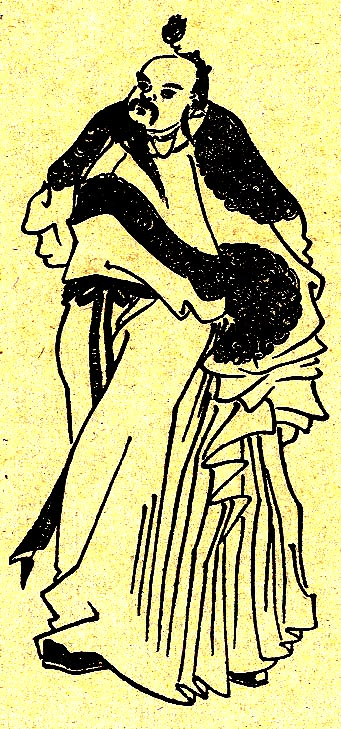
Mã Tốc người làm mất Nhai Đình dẫn đến thất bại toàn cục cho quân Thục

Theo kế hoạch, Mã Tốc với 2 vạn quân phải đóng trại dưới chân núi, trấn giữ đường lớn và giữ lấy nguồn nước với mục đích cố thủ, ngăn không cho quân Ngụy tiến qua. Tuy nhiên, Mã Tốc  lại tự ý làm sai phương án của Gia Cát Lượng, khi bỏ trấn trại giữa đường, mà đóng trại trên một ngọn núi đơn độc ở phía Nam, với lý do cứng nhắc "Trên núi đánh xuống, thế như chẻ tre". Trên thực tế, đây vốn là nơi bị cô lập, không có nguồn nước đủ dùng cho quân trú đóng, đồng thời không có tác dụng ngăn cản quân Ngụy tiến quân. Vương Bình nhiều lần phản đối, nhưng Mã Tốc không nghe. Vương Bình đánh dẫn 1.000 quân bản bộ dựng trại ở dưới chân núi.
Khi Trương Cáp dẫn quân đến, ông nhanh chóng phát hiện sai lầm chết người của Mã Tốc, vì vậy đã lập tức bao vây chặn đường quân Mã Tốc tiến xuống, dùng hỏa tiễn liên tục bắn phá đội hình quân Mã Tốc. Quân Mã Tốc bắt đầu thiếu nước và dần hoảng loạn, tan rã. Trong lúc đó, Vương Bình dẫn 1.000 quân bản bộ đánh trống reo hò nghi binh, làm cho Trương Cáp nghi ngờ có phục binh, tạo cơ hội cho Vương Bình có thời gian thu thập tàn quân rồi rút đi.

## Kết cục
Nhai Đình thất thủ, quân Thục có nguy cơ bị cắt đứt huyết lộ với hậu phương, vì vậy buộc phải bỏ dở việc vây công Kỳ Sơn, nhanh chóng rút về tuyến xuất phát. Cánh quân nghi binh của Triệu Vân, Đặng Chi vì thế cũng bị rơi vào tình thế cô lập rất nguy hiểm, tuy nhiên nhờ Triệu Vân bình tĩnh đoạn hậu rút về nên tổn thất không lớn. Xét tình hình thực tế, Gia Cát Lượng cho rằng quân Thục không thể tiếp tục giao chiến được nữa, ông quyết định thu quân trở về Hán Trung. Chẳng bao lâu ba quận Thiên Thủy, Nam An, An Định lại trở về tay nước Ngụy. Ý đồ đánh chiếm Lũng Hữu nhằm xây dựng bàn đạp tấn công Quan Trung tan vỡ.
Sau khi rút về Hán Trung, Mã Tốc cùng Trương Hưu (張休), Lý Thịnh (李盛)bị xét tội chết, Hoàng Tập (黃襲) bị thu binh quyền, Hướng Lãng (向朗) vì không can gián Mã Tốc cũng bị bãi miễn chức quan. Riêng Vương Bình được ban thưởng, thăng làm Tham quân, thống lĩnh 5 quân kiêm chức Đương doanh sự, Thảo khấu tướng quân và sắc phong Đình hầu. Đây là sự thăng tiến đặc biệt vượt cấp đương thời, mọi người đều cho là xứng đáng. Riêng Gia Cát Lượng đã chủ động dâng tấu với Hậu chủ chủ động nhận trách nhiệm về mình rồi xin giáng ba cấp từ Thừa tướng xuống làm Hữu tướng quân, đồng thời công bố sai lầm của mình cho cả nước được biết, làm gương cho mọi người tự vạch khuyết điểm của mình. Triều thần nhà Thục có người cho rằng nguyên do xuất quân lần này gặp bất lợi là do binh lực quá ít. Tuy nhiên Gia Cát Lượng đã nghiêm túc trả lời rằng: Không đúng như vậy vì trong hai trận đánh ở Kỳ Sơn và Tà Cốc, quân Thục nhiều hơn quân Ngụy, nguyên nhân thất bại chính là do bản thân ông không biết dùng người và từ sau này sẽ thưởng phạt nghiêm minh, khắc phục thiếu sót. Bất kỳ ai trung thành với đất nước đều có quyền vạch khuyết điểm của ông có như vậy mới tiêu diệt được kẻ thù thống nhất được thiên hạ. Về việc chém Mã Tốc, Tưởng Uyển từng can ngăn: "Thiên hạ chưa được bình định, mà giết mất tướng tài, nhẽ nào lại không đáng tiếc lắm sao". Gia Cát Lượng trả lời rằng: "Sở dĩ Tôn Vũ làm chủ được thiên hạ chính là nhờ ông ta biết giữ gìn quân pháp rất nghiêm minh, nay nghiệp lớn thống nhất chưa thành, mới giao tranh với kẻ địch lần lầu mà đã có người phá vỡ quân pháp, như vậy làm sao có thể chiến thắng kẻ địch được?"
Trước khi bị chém, Mã Tốc viết thư cho Gia Cát Lượng, xin hãy nâng đỡ cho con mình. Tướng sĩ nước Thục đều thương xót ông. Khi bị chém, Mã Tốc mới 39 tuổi. Sau này Gia Cát Lượng vẫn luôn để ý an ủi, trợ cấp cho gia đình Mã Tốc như lúc ông còn sống.
Vốn từ sau thắng lợi Hán Trung, trong vòng 10 năm, Thục Hán không có hành động xâm phạm biên giới Ngụy trên diện rộng. Vì vậy, phía Tào Ngụy khá chủ quan và không có sự chuẩn bị khi cho rằng Thục không có khả năng tấn công. Do đó, khi biết tin Gia Cát Lượng bất ngờ tấn công, triều đình Tào Ngụy chấn động, các quận Thiên Thủy, Nam An, An Định nhanh chóng đầu hàng. Cứ điểm Kỳ Sơn cũng suýt nữa thất thủ nếu quân Thục không rút lui. Tướng Cao Cương vì từng có ý định đầu hàng quân Thục nên bị triều đình Tào Ngụy trách tội, tuy cuối cùng cũng được xá miễn, nhưng về sau vẫn thường bị chỉ trích. Tào Ngụy sau đó đã rút kinh nghiệm, chú trọng tăng cường phòng thủ, đặc biệt là cứ điểm Trần Thương. Vì vậy, các chiến dịch Bắc phạt của Thục Hán sau này không còn có thể đạt được kết quả lớn hơn việc ba quận đầu hàng như trong lần này.
Về việc Mã Tốc bị xử tử, sử gia Tập Tạc Xỉ không đồng tình với Gia Cát Lượng. Ông dẫn trường hợp vua nước Tấn không giết tướng Tuân Lâm Phủ bại trận nên sau này có ích cho nước, còn Sở Thành vương không biết tài năng của Thành Đắc Thần cũng xử tử vì một trận thua nên sau này thất bại. Sau đó Tập Tạc Xỉ phân tích thêm:
Nước Thục hẻo lánh một phương, nhân tài vốn ít hơn nước khác mà lại giết kẻ tuấn kiệt, coi minh pháp quan trọng hơn nhân tài... muốn thành đại nghiệp há chẳng phải rất khó sao? Huống hồ Lưu Bị vốn đã nói rằng Mã Tốc không nên trọng dụng, Gia Cát Lượng sau đó vẫn dùng ông, bản thân điều này đã cho thấy Mã Tốc là nhân tài không thể xếp xó, không thể khinh sát.

## Vị trí Nhai Đình ở đâu?
Hiện tại, giả thuyết phổ biến nhất thường cho rằng vị trí Nhai Đình xưa thuộc địa phận trấn Lũng Thành, huyện Tần An (địa cấp thị Thiên Thủy, tỉnh Cam Túc, Trung Quốc). Tuy nhiên, cũng có một số giả thuyết xác xác định vị trí của địa danh lịch sử này:
- Trấn Cung Môn, huyện tự trị dân tộc Hồi Trương Gia Xuyên (Thiên Thủy, Cam Túc): Vị trí nằm trên tỉnh lộ S221 Cam Túc, gần với huyện Lũng thuộc tỉnh Thiểm Tây.
- Trấn Hàn Điếm, huyện Trang Lãng (Bình Lương, Cam Túc): Vị trí nằm trên tỉnh lộ S304 Cam Túc, cách Nhai Tuyền phế thành khoảng 60 km về phía Đông Bắc.
- Trấn Long Sơn, huyện tự trị dân tộc Hồi Trương Gia Xuyên (Thiên Thủy, Cam Túc)

Cũng có ý kiến cho rằng tướng Ngụy Trương Cáp xuất quân theo đường Trần Thương - Vị Thủy. Tuy nhiên, điều này sẽ dẫn đến vị trí hội chiến Nhai Đình sẽ nằm ở gần Lâm Vị ngày nay, mâu thuẫn với quan điểm phổ biến cho rằng vị trí Nhai Đình phải nằm trên hướng lộ đạo Lũng Sơn.
Trong tiểu thuyết lịch sử Tam quốc diễn nghĩa, hồi thứ 95, có đoạn Tư Mã Ý mô tả vị trí của Nhai Đình nằm ở phía Tây Tần Lĩnh, gần yết hầu Hán Trung, không xa cửa ải Dương Bình. Theo mô tả này, vị trí Nhai Đình nằm trân cổ đạo Trần Thương, chệch về phía Tây của Hán Trung. Tuy nhiên, vì đây chỉ là thông tin từ một tiểu thuyết nên độ chính xác của thông tin này không cao. Ngoài ra, khi Gia Cát Lượng Bắc phạt lần thứ nhất, Tư Mã Ý khi đấy đang giữ chức Đô đốc Kinh - Dự, và trừ khi có chiếu chỉ của vua Ngụy, Tư Mã Ý không thể rời địa bàn mình đang trấn nhậm để sang phía Tây và có nhận định như trên. Trên thực tế, Trương Cáp mới là chủ tướng của quân Ngụy ở khu vực Lũng Hữu, không phải là Tư Mã Ý như mô tả trong tiểu thuyết
Đầu năm 228, trước khi Gia Cát Lượng thực hiện chiến dịch Bắc phạt, triều đình Tào Ngụy đã từng thảo luận về kế hoạch tấn công Hán Trung. Đại thần Tôn Tư (孫資) đã phân tích khả năng tấn công Hán Trung, đã cho rằng biên giới Ngụy - Thục thông nhau bằng các sơn đạo hiểm trở xuyên qua dãy Tần Lĩnh, phía Đông Nam luôn có nguy cơ bị Đông Ngô tập kích. Vì vậy, Tôn Tư đã chủ trương phái trọng binh trấn thủ các hiểm lộ để phòng thủ, cùng các đồn trại tăng viện, thay vì chủ động xuất kích tấn công Hán Trung.
Khi quận An Định phản Ngụy hưởng ứng Thục Hán, Mã Tốc đã dẫn quân Thục Hán hành quân theo hướng đường lớn Quan Lũng (hay còn gọi là Lũng Sơn đạo, nằm ở phía đông núi Lũng Sơn dọc theo hướng Tây Bắc - Đông Nam, có một số nhánh nối các huyện phía tây núi Lũng Sơn), nối liền 2 quận An Định và Phù Phong. Do lại ngại việc quân Thục tiến quân trên đường Lũng Sơn sẽ uy hiếp mặt phía Bắc của ải Trần Thương, Ngụy đế Tào Duệ đã phái Trương Cáp dẫn cánh quân cơ động duy nhất lúc đó tiến ra Lũng Sơn đạo để phòng giữa quân Thục ra khỏi Lũng Sơn tiến về phía Đông. Sau đó, quân Ngụy đã chuyển từ phòng thủ sang tấn công, xuyên qua Lũng Sơn, cố gắng đánh bại quân Thục tại Nhai Đình, để mở đường tăng cường tiếp viện.